# Simon White
Simon David Manton White, né le 30 septembre 1951 à Ashford dans le Kent (Angleterre), est un astrophysicien britannique. Il est l'un des quatre directeurs de l'Institut Max-Planck d'astrophysique.

## Biographie
White étudia les mathématiques au Jesus College à l'université de Cambridge où il obtint un B.A. en 1972. Il étudia ensuite l'astronomie à l'université de Toronto où il obtint une maîtrise en sciences en 1974. En 1977, il obtint un doctorat en astronomie sous la férule de Donald Lynden-Bell, avec une thèse baptisée The Clustering of Galaxies à l'université de Cambridge. Après quelques années à l'université de Californie à Berkeley, puis à l'observatoire Steward de l'université de l'Arizona et enfin à l'université de Cambridge, il fut embauché en 1994 comme membre scientifique de la Société Max-Planck et comme directeur de l'Institut Max-Planck d'astrophysique, à Garching. White fut également successivement professeur-chercheur à l'université d'Arizona en 1992, professeur-invité à l'université de Durham en 1995, professeur honoraire à l'Université Louis-et-Maximilien à Munich en 1994 et aux observatoires astronomiques de Shanghai en 1999 et de Beijing en 2001.
White habite Munich avec son épouse l'astrophysicienne Guinevere Kauffmann et leur fils Jonathan.

## Travaux
White a d'abord œuvré sur la formation des grandes structures dans l'Univers. Il est réputé pour ses contributions à notre connaissance de la formation des galaxies et pour son rôle dans l'établissement de la viabilité du modèle standard actuel d'évolution des structures cosmiques appelé modèle ΛCDM (lambda CDM).
Déjà lors de son doctorat, il étudia l'influence de la matière noire sur la croissance des structures et en 1978, avec Martin Rees, ils soutinrent que l'on peut comprendre les propriétés des galaxies si elles se forment par condensation au sein des halos extensifs de matière noire.
Dans les années qui suivirent, White développa des modèles informatiques permettant la simulation directe de la croissance des galaxies et de leur agglomération en amas des galaxies de façon à permettre la comparaison quantitative des modèles théoriques avec les observations astronomiques. Ses travaux avec Marc Davis, George Efstathiou et Carlos Frenk eut une particulière influence pour établir le fait qu'un Univers dominé par la matière noire froide peut produire des structures à grande échelle dans la distribution des galaxies qui ressemble étroitement à celle observée. Un grand projet récent, la Millennium Simulation], fut menée à Garching comme faisant partie des travaux d'une grande collaboration internationale, le Consortium Virgo. Cette simulation suivit la formation de plus de deux millions de galaxies dans une région cubique du ciel de plus de deux milliards d'années-lumière de côté.
D'autres travaux fréquemment cités de White sont centrés sur une grande variété de sujets tels que
- la dynamique stellaire,
- la structure détaillée des galaxies et de leurs halos sombres,
- les processus contrôlant la formation des galaxies,
- la structure et l'évolution des amas de galaxies,
- et les statistiques relatives aux amas de galaxies.

Ses publications avec Julio Navarro et Carlos Frenk sur la structure  « universelle » des halos de matière noire eurent une influence particulière.
White est actuellement l'un des astrophysiciens les plus cités. À la fin de 2024, ses plus de 500 articles publiés dans des revues professionnelles à comité de lecture ont fait l'objet de plus de 281,000 citations par d'autres scientifiques).

## Récompenses et honneurs
Parmi les récompenses et honneurs dont White a été distingué on note :
- le Prix Helen B. Warner pour l'astronomie de l'Union américaine d'astronomie, en 1986 ;
- Membre de la Royal Society, en 1997 ;
- Prix Max-Planck de recherche pour la coopération internationale, en 2000 ;
- Prix Dannie-Heineman d'astrophysique remis décerné conjointement par l'American Institute of Physics (AIP) et l'Union américaine d'astronomie (AAS), en 2005 ;
- Membre de l'Académie allemande des sciences Leopoldina en 2005 ;
- Médaille d'or de la Royal Astronomical Society en 2006 ;
- Docteur honoris causa (D.Sc.) de l'Université de Durham en 2007 ;
- Associé étranger de l'Académie nationale des sciences américaine, en 2007 ;
- Récipiendaire du  Brouwer Award décerné par la Division on Dynamical Astronomy de l'American Astronomical Society en 2008 ;
- Prix European Latsis en astrophysique en 2008 ;
- Membre de l'Academia Europaea ;
- Prix Max Born Prize décerné  conjointement par la Deutsche Physikalische Gesellschaft (Société allemande de physique) et l'Institute of Physics britannique (IOP)  en 2010 ;
- Citoyen honoraire de la ville de Padoue en 2010 ;
- Prix Peter-Gruber de cosmologie en 2011[4].